# Mount Ida (Arkansas)
Mount Ida es una ciudad ubicada en el condado de Montgomery en el estado estadounidense de Arkansas. En el Censo de 2010 tenía una población de 1076 habitantes y una densidad poblacional de 255,19 personas por km².

## Geografía
Mount Ida se encuentra ubicada en las coordenadas 34°32′57″N 93°37′48″O / 34.54917, -93.63000. Según la Oficina del Censo de los Estados Unidos, Mount Ida tiene una superficie total de 4.22 km², de la cual 4.13 km² corresponden a tierra firme y (1.97%) 0.08 km² es agua.

## Demografía
Según el censo de 2010, había 1076 personas residiendo en Mount Ida. La densidad de población era de 255,19 hab./km². De los 1076 habitantes, Mount Ida estaba compuesto por el 95.07% blancos, el 0.09% eran afroamericanos, el 1.39% eran amerindios, el 0% eran asiáticos, el 0% eran isleños del Pacífico, el 0.74% eran de otras razas y el 2.7% pertenecían a dos o más razas. Del total de la población el 2.79% eran hispanos o latinos de cualquier raza.